# Atrocity
Atrocity, startede som et almindeligt tysk dødsmetal-band men gik sidenhen over til at skrive stille numre og ballader, hvilket havde en negativ indvirkning på bandets image, da folk forventede hård og brutal heavy metal fra dem.
Bandet har spillet siden 1985.